# Casa de Cultura Rogério Cardoso
A Casa de Cultura Rogério Cardoso é um prédio multifuncional no município de Mococa que funciona como sede da Secretaria de Cultura e Turismo de Mococa, como polo em Mococa do Projeto Guri e como sede de 3 museus: o Museu de Artes Plásticas "Quirino da Silva", Museu Histórico de Mococa "Professor Carlos Alberto Paladini" e o acervo do Museu de Arte Sacra "Iria Josepha". O nome do edifício é uma homenagem ao ator Rogério Cardoso, nascido na cidade.
O local também abriga a tradicional semana Bruno Giorgi, homenagem ao escultor que também é natural de Mococa.

## História
Construído em 1929, pelo arquiteto italiano Lorenzo Paroli abrigou inicialmente a Escola Profissional Mixta Francisco Garcia. Após a escola mudar de endereço, o prédio ficou 
fechado por vários anos, até que em 2002inicia-se uma movimentação por parte de cidadãos para recuperar o local. Em 7 de março de 2010, foi reaberto como casa de cultura, e assim permanece até os dias de hoje. 